# 2,2,3-三甲基戊烷
2,2,3-三甲基戊烷是一种有机化合物，化学式为{\displaystyle {\ce {C8H18}}}，是辛烷的同分异构体之一。它可由2-甲基丙烷和2-丁烯在催化剂的存在下反应得到。3,3-二甲基-2-丁酮和乙基溴化镁的反应也能制得2,2,3-三甲基戊烷。它的性质和2,3,3-三甲基戊烷相似，它们之间难以分离。